# The Ladd Company
The Ladd Company war eine US-amerikanische Filmproduktions- und -verleihfirma, die zwischen 1979 und 2007 aktiv war.

## Geschichte
1979 gründete Alan Ladd junior mit dem Filmproduzenten Gareth Wigan die Ladd Company, nachdem er langjähriger Präsident der Twentieth Century Fox gewesen war. Dort genehmigte er unter anderem den ersten Star-Wars-Film. Unter Warner Bros. erlangte die Firma durch Filme wie Nightshift, die ersten beiden Police Academy-Teile und Der Stoff, aus dem die Helden sind, vor allem aber durch Ridley Scotts Science-Fiction-Film Blade Runner schnell große Bekanntheit.
Nach den Fehlschlägen Der Stoff, aus dem die Helden sind und dem Animationsfilm Twice Upon a Time (koproduziert mit Lucasfilm) stürzte das Unternehmen jedoch für ein knappes Jahrzehnt in eine finanzielle Krise. Twice Upon a Time erhielt lediglich eine begrenzte Veröffentlichung auf dem US-Markt. Der Film scheiterte trotzdem und 1984 ging die Ladd Company pleite. 1985 erschien vorerst der letzte Film der Firma. Im selben Jahr übernahm Alan Ladd Jr. MGM/United Artists.
Erst durch die Zusammenarbeit mit Paramount Pictures am oscarprämierten Braveheart konnten die Schwierigkeiten bewältigt werden. Daneben entstanden zwei Spielfilme, die auf US-Fernsehserien aus den 70er Jahren basierten: Die Brady Family und die Fortsetzung Die Brady Family 2. 1996 produzierte die Ladd Company gemeinsam mit Village Roadshow ihren ersten Superheldenfilm: Das Phantom. Die letzten Werke waren Lasse Hallströms Drama Ein ungezähmtes Leben (2005) und Gone Baby Gone – Kein Kinderspiel aus dem Jahre 2007. Danach stellte die Firma ihren Betrieb ein.
Im Jahr 2011 beendete Alan Ladd Jr. einen Rechtsstreit gegen Warner Bros., welchen Ladd begonnen hatte, da er dem Filmstudio die Unterschlagung von Filmprofiten („straight-lining“) vorwarf.